# Hoven Droven
A Hoven Droven svéd folk-rock együttes. 1989-ben alakult meg, régi svéd népi dallamok instrumentális, hard rock jellegű feldolgozására. Magyarul a "Hoven Droven" nagyjából annyit jelent, hogy "összevissza", "akárhogyan".
2006-os, "Jumping at the Cedar" c. albumukat 2007-ben Grammisre (a Grammy-díj svéd változata) is jelölték folkzenei kategóriában.

## Tagok

### Jelenlegi tagok
- Pedro Blom, basszusgitár
- Jens Comén, szaxofon
- Kjell-Erik Eriksson, hegedű
- Björn Höglund dobok, ütősök
- Bosse "Bo" Lindberg, gitár

### Egykori tagok
- Gustav Hylén, trombita, vadászkürt
- Janne Strömstedt, billentyűk

### Vendégzenészek
- Ulrika Bodén, vokál
- Sofia Sandén, vokál

## Diszkográfia
- Hia-Hia (1994, Xource/MNW (Svédország) XOUCD 110)
- Grov (1996, Xource/MNW (Svédország) XOUCD 114)
- Groove (1997, összeállítás a "Hia Hia"ból és a "Grov"-ból NorthSide (U.S.) NSD 6002)
- More Happy Moments with Hoven Droven (1999, Home (Svédország) 013, NorthSide (U.S.) NSD 6043)
- Hippa (2001, Home (Svédország) 020, NorthSide (U.S.) NSD 6062)
- Turbo (2004, Home (Svédország) 032)
- Jumping at the Cedar (2006, 2-CD élő összeállítás, Home (Svédország) 044, NorthSide (U.S.) NSD 6090)

## Külső hivatkozások
- Hoven Droven

### Videó
- TVfolk.net ("Sweden")